# Лур'є Григорій Ісаакович
Григорій Ісаакович Лур'є  (1878 - 1938) — російський революціонер, одеський історик.

## Життєпис
Г. І. Лур'є народився 12 червня 1878 року  у Вітебську в єврейській родині.
З шести років обучався в хедері, а потім в духовному училище — ешиве. По закінченню навчання отримав місця молодшого Рабина в містечку Городок. У вісімнадцятирічному віці познайомився з представниками соціал-демократичного руху та розпочав революційну діяльність.
Повернувся до Вітебська й зайнявся пропагандою в кружках робочих і ремісників. У 1897 році під час організації Бунду став його членом. В 1900 році був заарештований «як звинувачений в організації кружків саморозвитку, які мали революційну мету на основі робітничого руху», а у травні 1901 року був відпущений під залог. У лютому 1903 висланий до Східного Сибіру (с. Павловське Якутського окр.) на чотири роки. Після закінчення строку заслання перебрався на Захід Росії, де займається революційною діяльністю,
З 1906  року перебував в еміграції. В 1906 - 1907 роках продовжував діяльність в організаціях Бунду  в містах Вільно, Лодзь, Київ, Варшава, Берн. Від Варшавської організації Бунду брав участь у ІІ Всеросійській конференції профспілок (1906 р.) та V Лондонському з'їзді РСДРП (1907 р.).
Весною-літом  1913 року  склав екстерном екзамени за юоидичний факультет Варшавського університету  та отримав диплом присяжного повіреного.
З 1912 року у Лодзі працював у Південному об'єднанні споживчої кооперації. В 1917–1919 роках виступав як безпартійний громадський діяч та згодом перебрався до Одеси.
Влітку 1920 року розпочав педагогічну кар'єру. У 1920—1922 роках викладав політичну економію, історию первісної культури в  Одеському інституті народної освіти. В 1921- 1922 навчальному році був деканом факультету. Одночасно  у 1921 - 1922 роках був професором   Одеського інституту народного господарства.
Наприкінці 1922 року перебрався до Москви. Спочатку  працював в кооперативному технікумі системи споживчої кооперації, де викладав статистику, та в Центросоюзі.
На початку 1930-х, за рішенням однієї з перевірочних комісій   був змушений залишити роботу в Центросоюзі, як колишній меншовик, а потім звільнений з кооперативного технікуму. У цей час розпочав працювати в Ленінській бібліотеки, де займався перекладами з староєврейського.
3 березня 1938 року заарештований за звинуваченням в участі у «контрреволюційній терористичній організації». 17 вересня 1938 року  був засуджено до розстрілу і в той же день страчений.
Реабілітований 28 березня 1956 року рішенням Військової колегії Верховного суду СРСР..

## Наукова діяльність
В 1920-1930 роках був активним член Всесоюзного «Товариства  колишніх політкаторжан и ссильних поселенців». У товаристві було земляцтво «романовцев» та секція по вивченню єврейського революційного руху в Росії, в яких здійснював велику науково-методичну та громадську роботу. Брав участь в написані та виданні матеріалів, які виходили у видавництві товариства, був автором декількох статей і брошур з історії революційного руху та громадського життя в царській Росії. Праці публікувалися єврейською та російською мовами.

#### Праці
- Интернационал в Одессе (По материалам Одесского Жандармского Архива) // Каторга и ссылка. — 1924. — № 4;
- Из дневника «романовца» // Каторга и ссылка. — 1926. — № 1.   — С. 207 - 212.
- А. А. Костюшко — Валюжанич — «Техник Григорович» (1876—1906) // Каторга и ссылка. — 1929. — № 3;
- Отклики «Романовки» в Колымске // Каторга и ссылка. — 1929. — № 4;
- К биографии В. В. Маяковского // Каторга и ссылка. — 1931. — № 4.  —  С. 63 - 84.
- Журнал безвременья // Каторга и ссылка. — 1931. — № 6;
- Манифестация безработных в Варшаве // Каторга и ссылка. — 1931. — № 10;
- Как в монастыре рабочего исправляли // Каторга и ссылка. — 1931. — № 11-12;
- «Тайга» (к истории журналистики ссылки) // Каторга и ссылка. — 1931. — № 11-12;
- Ещё о «Журнале Политической ссылки» и о предыстории 1889 г. // Каторга и ссылка. — 1932. — № 3;
- Из истории пребывания декабристов в Якутской области // Каторга и ссылка. — 1932. — № 5;
- Красная Лодзь (Рабочая стачка 1892 г.). — М., 1934..